# Bertea
Bertea község és falu Prahova megyében, Munténiában, Romániában. A hozzá tartozó település Lutu Roșu.

## Fekvése
A megye északi részén található, a megyeszékhelytől, Ploieștitől, negyvenhét kilométerre északra, a Bertea patak mentén.

## Története
A 19. század végén a község Prahova megye Vărbilău járásához tartozott és csupán Bertea faluból állt, 1303 lakossal. A községben ekkoriban működött nyolc vízimalom a Bertea patakon valamint két templom is állt itt, az egyiket 1830-ban, a másikat pedig 1850-ben szentelték fel.
1925-ös évkönyv szerint a lakossága 2886 fő volt.
1950-ben közigazgatási átszervezés alapján, a Prahova-i régió Teleajen rajonjához került, majd 1952-ben a Ploiești régióhoz csatolták.
1968-ban ismét megyerendszert vezettek be az országban, a község az újból létrehozott Prahova megye része lett. Ekkor alakultak ki a község mai határai.

## Lakossága
| Nemzetiségek | 2002 | 2002   |
| ------------ | ---- | ------ |
| Románok      | 3441 | 99,97% |
| Magyarok     | 1    | 0,02%  |
| Összesen     | 3442 | 100,0% |

## Látnivalók
- „Sfântul Treime” ortodox templom - a 19. században épült.